# Mindre svampklobagge
Mindre svampklobagge (Mycetochara humeralis) är en skalbaggsart som först beskrevs av Fabricius 1787.  Mindre svampklobagge ingår i släktet Mycetochara, och familjen svartbaggar. Enligt den finländska rödlistan är arten nära hotad i Finland. Enligt den svenska rödlistan är arten nära hotad i Sverige. Arten förekommer i Götaland, Gotland, Svealand och Nedre Norrland. Artens livsmiljö är naturlundskogar.